# Monstruos invisibles

Monstruos invisibles (título original: Invisible Monsters) es la tercera novela de Chuck Palahniuk publicada en 1999. La novela se suponía iba a ser la primera de Palahniuk pero fue rechazada por su editor por ser demasiado perturbadora. Después del tremendo éxito en cines de El Club de la Lucha y el remonte de ventas del libro, Monstruos Invisibles fue publicada tras una revisión. Se editó originalmente en rústica, pero en 2012 se reeditó en tapa dura bajo el nombre de Monstruos Invisibles Remix. La novela ha sido adaptada a una novela gráfica por el artista KGZ, también conocido como Gabor Kiss.

## Argumento
La novela trata de un nuevo enfoque para definir los patrones de la belleza universalmente adoptados por la sociedad. La narradora de la historia es una mujer desfigurada sin nombre, pero que usa múltiples identidades como Daisy St. Patience y Bubba Joan (identidades que le son dadas por Brandy Alexander, con quien pasa la mayoría del tiempo). La novela comienza en la boda de  Evie Cottrell. Una hermosa modelo sufre un "accidente" que le desfigura el rostro y la deja sin la mandíbula inferior. Ahí comienza su vía crucis por adaptarse al nuevo mundo, que la ignora, cuando antes era centro de atención, y florecen sus resentimientos previos y posteriores al incidente que la ha convertido en un monstruo que nadie ve.

## Personajes
- Narradora (Shannon McFarland): es una ex top model, ahora desfigurada por una misteriosa herida de arma de fuego. A lo largo de la novela, usa diferentes nombres como Daisy St. Patience y Bubba-Joan.
- Brandy Alexander: una mujer transgénero a quien la Narradora conoce en el hospital, poco después de su "accidente". Brandy alienta a la Narradora a esconder su desfiguración y a que intente disfrutar un nuevo estilo de vida. Usa el nombre de La Reina Suprema, también conocida como Princesa Princesa.
- Manus Kelley: el exfiancé de la Narradora, un exoficial de policía. Usa muchos nombres en la novela, pero principalmente Seth Thomas.
- Evelyn "Evie" Cottrell: la antigua mejor amiga de la Narradora, también una top model.
- The Rhea Sisters: tres drag queens a quienes Brandy describe como su familia. Ellos la idolatran y han pagado todas sus cirugías.

## Monstruos Invisibles Remix
Esta edición (título original: Invisible Monsters Remix), publicada en 2012, es una versión reestructurada de la novela. Contiene una nueva introducción de Palahniuk, explicando que la estructura lineal de la primera edición no era la intención original de la novela: esta edición presenta los capítulos con instrucciones sobre el orden de lectura. Además, también se han añadido nuevos capítulos.